# Raoul Goldoni
Raoul (Raul) Goldoni (Split, 27. siječnja 1919. – Zagreb, 24. ožujka 1983.) je bio hrvatski slikar, kipar, likovni urednik, projektant interijera, dizajner. Svjetski je pionir na području likovnog oblikovanja u staklu. Pisao je u teorijskim problemima umjetničkog odgoja.
Izrazio se kroz nekoliko stilova: u okvirima Cézanneova konstruktivističkog slikarstva, fovizma, apstrakcije, ekspresionizma. Slikao je mrtve prirode, krajobraze, crteže, interijere, ilustracije i likovne opreme knjiga, dizajnirao je tapiserije, keramiku. Jedno od njegovih dizajnerski najkompleksnijih djela u kojem je riješio čitav dizajnerski program obuhvaćajući različite materijale staklo, kovina, keramika, tekstil, drvo, beton, što je bio hotel Libertas u Dubrovniku, radio je od 1969. do 1971., uništen je u srpsko-crnogorskoj agresiji na Hrvatsku 1991. godine. Raul Goldoni radio je skice za serijsku proizvodnju. Dizajnirao je čaše, tanjure, boce i vaze. Drugi dio njegova opusa čini modeliranje unikatnih skulptura, staklenih biomorfnih objekata.

## Životopis
Rodio se je u Splitu. U rodnom je gradu 1938. maturirao na Realnoj gimnaziji. Još kao gimnazijalac počeo se baviti slikarstvom te je još prije nego što je maturirao izlagao na skupnim izložbama u Splitu. 
Na studij je otišao u Zagreb gdje je u klasi Marina Tartaglije ratne 1942. diplomirao slikarstvo na Akademiji likovnih umjetnosti u Zagrebu. Sljedeću akademsku godinu 1942/43. nastavio je studirati na Akademiji likovnih umjetnosti u Rimu. 1944. je godine otišao u partizane. Radio je u partizanskom tisku pri hrvatskim partizanskim postrojbama na poluotoku Istri. Stevan Binički svjedočio je pred "Anketnom komisijom za utvrđivanje zločina putem kulturne suradnje s okupatorom", 7. kolovoza 1945., zajedno s kolegama da im je slikar Josip Horvat Međimurec pomogao tijekom rata i da je bio antifašist. U istom svjedočenju spomenuo je Goldonijev odlazak u partizane i kako je Horvat bio upoznat s time.
Dvije godine nakon rata zaposlio se je kao likovni urednik u Nakladnom zavodu Hrvatske gdje je radio do 1951., dvanaest je godina proveo u izdavačkom poduzeću »Mladost« Dok je bio likovni urednik u izdavačkoj kući Mladost, pozvao je hrvatsku slikaricu Cvijetu Job raditi na oslikavanju bajki Ivane Brlić-Mažuranić.
Još dok je radio u Mladosti, zaposlio se je u Staklarskoj školi kao nastavnik oblikovanja i obradbe stakla. Tri godine poslije postao je profesor na Akademiji likovnih umjetnosti u Zagrebu. Od 1967. godine radi u Rogaškoj Slatini u tamošnjoj tvornici stakla kao voditelj odjela za dizajn. 1969. zajednom sa skupinom osnivača osnovao je Galeriju Forum. 
Pored Žarka Vinceka, kao suradnici na projektima Andrije Čičina-Šaina često se pojavljuju Zdenka Rabotić, Spomenka Maretić, Ljerka Saw, Zdenko Sila, Vojo Kalavaris, Dunja Čičin-Šain (kći Andrije Čičin-Šaina), te slikar Raul Goldoni kao projektant interijera. 
Izlagao je na samostalnim i skupnim izložbama.
Djela mu se nalaze u raznim galerijama, među ostalim i u Galeriji umjetnina Branislav Dešković u Bolu na Braču. Interijeri koje je dizajnirao i zahvati u prostoru nalaze se diljem Hrvatske.

## Nagrade
- 1959.: Zagrebački triennale primijenjenih umjetnosti – II. nagrada za projekt stakla)
- 1959.: Nagrada grada Zagreba za industrijsko oblikovanje
- 1978.: Zagrebački salon - nagrada za skulpturu
- 1968.: izložba Form und Qualität, München 1968 – Zlatna medalja bavarske vlade za skulpturu u staklu
- 1974.: Nagrada »Vladimir Nazor«

## Vanjske poveznice
- LZMK / Proleksis enciklopedija: Goldoni, Raoul (Raul)
- Mreža dizajnerskog sjećanja – Raoul Goldoni